# 信越地方
信越地方（しんえつちほう）は、長野県と新潟県の総称である。令制国名の信濃国・越後国に因むが、旧佐渡国である佐渡島も一括りにすることが多い。
北陸3県（富山県、石川県、福井県）と併せて、北信越地方（ほくしんえつ）や北陸信越地方と呼ぶこともある。また、群馬県と併せて上信越地方、山梨県と併せて甲信越地方と呼ぶことがある。

## 「信越」を冠する企業・名称など
- 信越化学工業（本社:東京都千代田区）
- 信越放送（本社：長野市、放送エリアは長野県内のみ）
- NTTデータ信越（本社：長野市）
- 信越総合通信局（所在地：長野市）
- 環境省 信越自然環境事務所（所在地：長野市）
- 信越硬式野球クラブ（本拠地：長野市）
- 信越大橋
- 信越トレイル（山の遊歩道）

## 地域
新潟県・長野県はそれぞれ上越・中越・下越・佐渡、北信・東信・中信・南信に区分できるが、このうち両県の結びつきが強いのは新潟県上越地方と長野県北信地方である。
上越地方の海水浴場は「長野県の海」と称されるほど、夏期には北信に限らず松本地域などからの利用客も多い。上越地方から長野市内に越境通勤、通学する人も、多くはないが見られる。上越市にはかつてながの東急百貨店のサテライトショップもあった。
一方、長野県の東信、佐野坂峠以北を除く中信、南信、新潟県の十日町市・中魚沼郡を除く中越、下越、佐渡では相手の県とのつながりは薄い。
県全体としては東日本に分類される新潟県であるが、信越の中の上越地方は長野県と北陸地方との間にあり中日本に分類される場合（西日本旅客鉄道金沢支社および中部電力系列の発電所）がある。

## 交通
県庁所在地である長野市と新潟市を直通する公共交通機関としては、長電バス・新潟交通が運行する高速バス長野 - 新潟線がある。かつては国鉄・JRが特急「みのり」や急行「赤倉」などを運行していた。
以下、新潟県と長野県の両方に関連するもののみ掲載。

### 鉄道
- 北陸新幹線
- 信越本線・妙高はねうまライン・北しなの線
- 飯山線
- 大糸線

### 道路
高速道路
- 上信越自動車道

一般国道
- 国道18号
- 国道117号
- 国道148号
- 国道292号
- 国道403号
- 国道405号